# Agustín Francese
Agustín Francese (n en Buenos Aires, el 16 de abril de 1974) es un escritor y abogado argentino.
Su interés por la literatura, el dibujo, la pintura y las artes en general se materializó en la lectura de los autores clásicos, el estudio de las Sagradas Escrituras y la devoción por las mitologías griegas y escandinavas. Estudió Filosofía y Teología en la Universidad Católica Argentina y cursó la carrera de Abogacía en la Universidad de Buenos Aires. La influencia de Edgar Allan Poe se percibe claramente en casi todas sus ficciones, en las que abunda el terror y el misterio a la par del gusto por la filosofía, la teología y la erudición metafísica. En materia de ensayo, su principal referente es Borges, junto a diversos autores de la escuela tomista. 
Entre las obras principales de Agustín Francese cabe destacar el libro de cuentos y relatos titulado "Ex inferis" (2003, Arcanum) con buena repercusión en lectores y crítica (Revista Ñ, nro. 23); y el volumen de ensayos titulado "Cielos, infiernos y otras mansiones de ultratumba" (2005, Editorial de los Cuatro Vientos), que mereció el premio literario Faja de Honor Leonardo Castellani 2006. En 2021 publica una recopilación de sus cuentos en 5 volúmenes: "Los cuentos de Nox" (Ediciones Arcanum). Asimismo, se edita su novela "Ignis Ardens: la batalla de Nyx" (misterio, crimen y ciencia ficción). 
"Ex inferis" ("desde el infierno" o, mejor, "desde las regiones inferiores"), es una selección de narraciones breves de suspenso, terror y misterio que persigue el doble objetivo de atrapar al lector e invitarlo a reflexionar acerca de las cuestiones más inquietantes de la vida y de la muerte, en un marco atmosférico, filosófico y psicológico fiel al mejor estilo poeiano. Algunos de los cuentos incluidos en este libro han sido premiados en concursos literarios.
"Cielos, infiernos y otras mansiones de ultratumba" ofrece una serie de ensayos en los que se repasan los lugares del más allá que aparecen en el cristianismo, el judaísmo y las mitologías griegas y escandinavas, en los cuales se aborda, con espíritu crítico y rigor hermenéutico, el estudio de los "estados", "lugares" o "circunstancias" que esperan a los seres humanos tras la muerte, desde una perspectiva teológica pero a la vez metafísica, psicológica y antropológica.
Este último trabajo ha sido premiado en el 12.º Concurso Faja de Honor "Padre Leonardo Castellani" (certamen organizado para libros editados en 2005), mereciendo la distinción "Segunda Faja de Honor Padre Leonardo Castellani", otorgada por el Jurado integrado por el Prof. Dr. José María Castiñeira de Dios, Prof. Enrique Mario Mayochi y Pbro. Danilo E. Garrett.
También conocido bajo el seudónimo de "Nox", Agustín Francese publica en 2021 los siguientes libros de cuentos y relatos de terror y misterio: "Ficciones metafísicas", "El espanto nocturno y otros cuentos extraños", "Arcanía" y "Una cita en el tiempo y otros relatos de ciencia ficción", como así también una segunda edición de "Ex inferis", corregida y aumentada. Bajo el sello editorial Arcanum, se publica asimismo la novela "Ignis Ardens: la batalla de Nyx" (ciencia ficción). Este autor ha escrito además un libro de espiritualidad de índole estrictamente filosófica que se titula "Vía Espiritual del Fuego y la Presencia", que se encuentra en proceso de edición. En esta obra (ensayo), plantea un camino de búsqueda y encuentro con la Divinidad desde una perspectiva ajena a toda religión, basándose en la elucubración metafísica del ser en cuanto ser y la experiencia existencial.